# SM UB-8
SM UB-8 bio je njemačka podmornica ili U-Boot tipa UB I u Njemačkoj carskoj mornarici (njem. Kaiserliche Marine) tijekom Prvoga svjetskog rata. Prodan je Bugarskoj 1916. godine i preimenovan u Podvodnik No. 18 (bug. Пoдвoдник №18), te je postao prva bugarska podmornica u povijesti.
UB-8 bio je naručen u listopadu 1914. godine, a položen je u brodogradilištu AG Wesera u Bremenu u studenome. UB-8 bio je nešto kraći od 28 metara duljine i deplasmana između 127 i 141 metričkih tona (140 i 155 kratkih tona) ovisno o tome je li nalazio na površini ili ispod nje. Nosio je dva torpeda u svojim dvjema pramčanim torpednim cijevima, a također je bio naoružan s palubnim strojnicama. UB-8 bio je originalno jedan od para brodova UB I poslanih Austrougarskoj ratnoj mornarici radi zamjene austrijskoga para poslanog na Dardanele, pa je razlomljen u sekcije i prevezen željeznicom do Pule u ožujku 1915. na sastavljanje. Porinut je i stavljen u službu kao SM UB-8 u Njemačkoj carskoj mornarici u travnju kad su Austrijanci odbili sporazum.
Iako nakratko dio flotile Pole pri stavljanju u službu, UB-8 proveo je većinu svoje njemačke karijere patrolirajući Crnim morem kao dio flotile Konstantinopela. U-boot je potopio dva broda. Jednog od njih, SS Meriona, Britanski admiralitet maskirao je u bojnu krstaricu Kraljevske ratne mornarice kao dijela lažne operacije. U listopadu je pomogao odagnati rusko bombardiranje Bugarske.
U svibnju 1916. godine podmornica je prebačena u Bugarsku ratnu mornaricu kao Podvodnik No. 18 i stavljena u službu u ceremoniji kojoj je nazočio krunski princ Boris i princ Kiril. U Bugarskoj službi podmornica je patrolirala bugarskom crnomorskom obalom i u nekoliko prilika susretala se s ruskim plovilima. Nakon što je rat završio podmornica se predala Francuskoj u veljači 1919. godine i izrezana je u Bizerti u kolovozu 1921.

## Njemačka karijera
U ranoj 1916. godini UB-7 i UB-8 još su uvijek kružili Crnim morem izvan Varne. Nijemci nisu imali dobru sreću na Crnom moru što nije imalo prioriteta za njih.  Bugari, koji su uvidjeli vrijednost podmornica u odbijanju ruskih napada, započeli su pregovore o kupnji UB-7 i UB-8. Bugarski mornari su vježbali u paru brodova, a tehničari su poslani u Kiel na obuku u tamošnju njemačku podmorničku školu. Prijenos UB-8 Bugarskoj ratnoj mornarici zbio se 25. svibnja 1916. godine, no zbog neobjavljenih razloga u izvorima UB-7 ostala je pod njemačkom zastavom.

## Potpoljeni ili oštećeni brodovi
| Datum             | Ime             | Tonaža | Nacionalnost |
| ----------------- | --------------- | ------ | ------------ |
| 29. svibnja 1915. | Merion          | 19.380 | britanska    |
| 30. srpnja 1915.  | Peter Melnikoff | 1.265  | ruska        |
|                   | Ukupno:         | 20.645 |              |